# 庫巴拉爾
庫巴拉爾是哥倫比亞的城鎮，位於該國中部，由梅塔省負責管轄，距離首府比亞維森西奧60公里，始建於1920年，面積1,158平方公里，海拔高度524米，2005年人口5,174。
3°47′30.71″N 73°50′28.62″W / 3.7918639°N 73.8412833°W